# Фосено (Новара)
Фосено је насеље у Италији у округу Новара, региону Пијемонт.
Према процени из 2011. у насељу је живело 322 становника. Насеље се налази на надморској висини од 582 м.